# Liste der Kulturdenkmäler in Waldbreitbach
In der Liste der Kulturdenkmäler in Waldbreitbach sind alle Kulturdenkmäler der rheinland-pfälzischen Ortsgemeinde Waldbreitbach einschließlich des Ortsteils Glockscheid aufgeführt. Grundlage ist die Denkmalliste des Landes Rheinland-Pfalz (Stand: 9. Februar 2023).

## Denkmalzonen
| Bezeichnung                    | Lage                                                                 | Baujahr                           | Beschreibung                                                                            | Bild                           |
| ------------------------------ | -------------------------------------------------------------------- | --------------------------------- | --------------------------------------------------------------------------------------- | ------------------------------ |
| Denkmalzone Jüdischer Friedhof | Waldbreitbach, östlich des Ortes oberhalb des Wiedufers im Wald Lage | erste Hälfte des 19. Jahrhunderts | umzäuntes Hangareal mit etwa 43 Grabsteinen, erste Hälfte des 19. Jahrhunderts bis 1937 | weitere Bilder Fotos hochladen |

## Einzeldenkmäler
| Bezeichnung                               | Lage                                                                     | Baujahr                            | Beschreibung | Bild                           |
| ----------------------------------------- | ------------------------------------------------------------------------ | ---------------------------------- | --- | ------------------------------ |
| Deutschherrenhof                          | Glockscheid, Klosterstraße 21 Lage                                       | 18. Jahrhundert                    | ehemaliger Deutschherrenhof; Fachwerkbau, teilweise massiv, 18. Jahrhundert                                                                                   | weitere Bilder Fotos hochladen |
| Apollonia-Kapelle                         | Glockscheid, östlich des Ortes Lage                                      | 17. oder 18. Jahrhundert           | Wegekapelle, Putzbau, 17. oder 18. Jahrhundert | weitere Bilder Fotos hochladen |
| Kommende des Deutschen Ordens             | Waldbreitbach, An der Commende 7 Lage                                    | 1703                               | ehemalige Kommende des Deutschen Ordens; siebenachsiges Wohnhaus der gegen 1260 errichteten Anlage, bezeichnet 1703                                           | weitere Bilder Fotos hochladen |
| Dorfschmiede                              | Waldbreitbach, Brückenstraße, Ecke Neuwieder Straße Lage                 | 1769                               | ehemalige Dorfschmiede; kleiner, teilweise massiv erneuerter Fachwerkbau, angeblich von 1769; vollständige Schmiedeausstattung                                | Fotos hochladen                |
| Wohnhaus                                  | Waldbreitbach, Gartenweg 1 Lage                                          | 1730                               | Fachwerkhaus, bezeichnet 1730 | Fotos hochladen                |
| Katholische Pfarrkirche Mariä Himmelfahrt | Waldbreitbach, Marienstraße Lage                                         | Anfang des 13. Jahrhunderts        | Westturm vom Anfang des 13. Jahrhunderts, neugotisches Langhaus, 1876–78                                                                                      | weitere Bilder Fotos hochladen |
| Wohnhaus                                  | Waldbreitbach, Neuwieder Straße 47 Lage                                  | 18. Jahrhundert                    | stattliches Fachwerkhaus, teilweise massiv, Krüppelwalmdach, 18. Jahrhundert                                                                                  | Fotos hochladen                |
| Wohnhaus                                  | Waldbreitbach, Neuwieder Straße 61 Lage                                  | 18. Jahrhundert                    | Fachwerkhaus, Krüppelwalmdach, 18. Jahrhundert | Fotos hochladen                |
| Wohnhaus                                  | Waldbreitbach, Neuwieder Straße 71 Lage                                  | zweite Hälfte des 18. Jahrhunderts | Fachwerkhaus, Krüppelwalmdach, wohl aus der zweiten Hälfte des 18. Jahrhunderts                                                                               | Fotos hochladen                |
| Wohnhaus                                  | Waldbreitbach, Neuwieder Straße 77 Lage                                  | spätes 17. Jahrhundert             | Fachwerkhaus, teilweise massiv, eventuell noch aus dem 17. Jahrhundert, hintere Zone jünger                                                                   | Fotos hochladen                |
| Wegekreuz                                 | Waldbreitbach, Neuwieder Straße, vor Nr. 77 Lage                         | 1732 oder 1737                     | Schaftkreuz, Sandstein, bezeichnet 1732 oder 1737 | Fotos hochladen                |
| Wohnhaus                                  | Waldbreitbach, Neuwieder Straße 83 Lage                                  | 1796                               | Fachwerkhaus, bezeichnet 1796 | Fotos hochladen                |
| Antoniuskapelle                           | Waldbreitbach, Oberdorfstraße Lage                                       | 1667                               | Fachwerkbau, bezeichnet 1667 | weitere Bilder Fotos hochladen |
| Ölmühle                                   | Waldbreitbach, Wiedufer, bei Nr. 9 Lage                                  | 1778                               | ehemalige Ölmühle; Bruchsteinbau, teilweise Fachwerk, wohl von 1778, renoviert 1826, hölzernes Mühlrad                                                        | weitere Bilder Fotos hochladen |
| Scheids-Mühle                             | Waldbreitbach, Wiedufer 10 Lage                                          | 18. Jahrhundert                    | stattliches Fachwerkhaus, teilweise massiv, Krüppelwalmdach, 18. Jahrhundert, eisernes Mühlrad                                                                | Fotos hochladen                |
| Schloss Walburg                           | Waldbreitbach, nordwestlich des Ortes im Wald Lage                       | 1905                               | schlossartiges Landhaus; Bruchsteinbau, Motive der Burgenarchitektur, 1905                                                                                    | weitere Bilder Fotos hochladen |
| Katholische Heilig-Kreuz-Kapelle          | Waldbreitbach, südlich des Ortes an der Wied Lage                        | um 1700                            | einschiffiger Bau mit weitausladenden Querarmen, um 1700 | weitere Bilder Fotos hochladen |
| Franziskanerinnenkloster Marienhaus       | Waldbreitbach, südlich des Ortes (Margaretha-Flesch-Straße 1) Lage       | ab 1886                            | Kapelle, neugotischer Bruchsteinsaal 1886/87; Klostergebäude 1887/88, Architekt Caspar Clemens Pickel, Düsseldorf; nördlich: Friedhof mit Kapelle, um 1920/30 | weitere Bilder Fotos hochladen |
| Sankt-Antonius-Haus                       | Waldbreitbach, südlich des Ortes (Margaretha-Flesch-Straße 5 und 9) Lage | 1891                               | dreigeschossiger, dreiflügeliger Bruchsteinbau, 1891; neugotische Kapelle, 1905                                                                               | Fotos hochladen                |